# Pec Dec
Pec Dec (také Peck deck) je silový cvik na prsní svalstvo. Pec je zkratkou z latinského označení prsního svalu (pectoralis). Jedná se o izolovaný cvik vhodný jako doplňkový k některému typu tlakového cviku.

## Provedení cviku
Standardní provedení má následující kroky: 
- Usednutí na příslušný speciální posilovací stroj, s nadloktím ve výšce ramen, předloktí do pravého úhlu, dlaně drží držadla nebo vrchní kraje polstrovaných opěrek a předloktí je celou svoji plochou opřeno o opěrky. Záda musí být vzpřímená, opřená, chodidla celá na zemi, nohy mírně rozkročené.
- Prsními svaly se přitahují lokty opěrky stroje k sobě. Po výdrži 1 až 2 sekundy se plynulým pomalým pohybem opěrky vrací zpět.
- Pohyb se zastaví, když jsou lokty v ose s rameny nebo mírně před trupem.